# Mollkirch
Mollkirch je občina v departmaju Bas-Rhin francoske regije Alzacija.
Leta 1990 je v občini živelo 552 oseb oz. 44 oseb/km².